# Gina Philips
Gina Philips (Miami Beach, 10 mei 1970), geboren als Gina Consolo, is een Amerikaanse actrice en filmproducente.

## Biografie
Philips heeft gestudeerd aan de universiteit van Pennsylvania in Philadelphia (Pennsylvania), zij stopte echter in haar laatste jaar om als actrice haar carrière te starten. 
Philips begon met acteren in 1992 met de televisieserie Growing Pains, hierna heeft zij nog meerdere rollen gespeeld in televisieseries en films.
Philips is in 2009 getrouwd waaruit zij een kind heeft.

## Filmografie

### Films
- 2019 Doom: Annihilation - als Daisy (stem)
- 2017 Jeepers Creepers 3 - als Trish Jenner
- 2012 Chained – als Marie
- 2012 Hijacked – als Michelle Leib
- 2008 The Sick House – als Anna
- 2007 My Baby Is Missing – als Jenna Davis
- 2006 Thanks to Gravity – als Jordan
- 2006 Ring Around the Rosie – als Karen Baldwin
- 2004 Jennifer's Shadow – als Jennifer Cassi / Johanna
- 2004 Dead & Breakfast – als Melody
- 2004 Sam & Joe – als Lisa
- 2002 The Anarchist Cookbook – als Karla
- 2001 Jeepers Creepers – als Patricia Jenner
- 2001 Nailed – als Mia Romano
- 1998 Living Out Loud – als Lisa Francato
- 1998 Telling You – als Kristin Barrett
- 1997 Bella Mafia – als Rosa Luciano
- 1997 The Devil's Advocate – als Emma
- 1997 Born Into Exile – als Holly Nolan
- 1996 Her Costly Affair – als Tess Weston
- 1996 Unforgivable – als Tammy
- 1996 No Greater Love – als Alexis Winfield
- 1995 Breaking Free – als Lindsay Kurtz
- 1995 Deadly Invasion: The Killer Bee Nightmare – als Tracy Ingram
- 1995 Crosstown Traffic – als Jamie
- 1994 When the Bough Breaks – als tiener
- 1994 Lies of the Heart: The Story of Laurie Kellogg – als Alicia
- 1993 Rave, Dancing to a Different Beat – als Lorri
- 1993 Love, Honor & Obey: The Last Mafia Marriage – als volwassende Gigi

### Televisieseries
Uitgezonderd eenmalige gastrollen.
- 2004 Hawaii – als Harper Woods – 4 afl.
- 2001 Boston Public – als Jenna Miller – 5 afl.
- 1999-2000 Ally McBeal – als Sandy Hingle – 10 afl.

### Filmproducente
- 2006 Thanks to Gravity – film
- 2004 Sam & Joe – film
- 2003 Something More – korte film

- Bibliothèque nationale de France: cb14215736d (data)
- Gemeinsame Normdatei: 1041909373
- International Standard Name Identifier: 0000 0000 0322 035X
- Library of Congress Control Number: no2011113418
- Nationale Bibliotheek van Polen: a0000001275764
- Virtual International Authority File: 9145542616796642460
- WorldCat: E39PBJpPypHJBpfk4RxMf3PYT3